# کارینا (خواننده اسپانیایی)
کارینا (به انگلیسی: Karina) با نام اصلی ماریا ایزابل لیادس سانتیاگو (به انگلیسی: María Isabel Llaudes Santiago) (زاده ۴ دسامبر ۱۹۴۶) خواننده اسپانیایی است.
او نماینده اسپانیا در یوروویژن ۱۹۷۱ بود.